# Mitendario
El mitendario (del latín mitendarius) era un comisionado que los emperadores romanos enviaban a los pueblos del imperio o a las provincias, para la recaudación de impuestos y tributos.
Estos comisionados figuraban en el officium del comes rei privatae y del comus sacrorum largitiorum.
También se llamaba mitendario a cualquier funcionario que iba a alguna provincia con una misión especial del emperador.